# Roum-sagen
Roum-sagen er en dansk straffesag fra landsbyen Roum ved Viborg. 
En række personer blev dømt for incest, men senere frikendt.
Sagen tog sit udgangspunkt i 1988 da Møldrup Kommune henviser et søskendepar til psykologen Sine Diemar.
Under terapi angiver søskende at de har været udsat for seksuelt misbrug af forældrene og fem andre voksne i hjemmet i årene 1980 til 1986.
Sagen er efterfølgende set i 1980'ernes mønster af "incestpanik" og en form for moderne "heksegalskab" hvor personer under terapi beretter om seksuelle overgreb. 
I Danmark er der draget parallel til Vadstrupgård-sagen.
Advokat Mogens Tange der var forsvarer i sagen har skrevet bogen Roum-sagen - en omvendt hekseproces?.